# Cerovec Stanka Vraza
Cerovec Stanka Vraza – wieś w Słowenii, w gminie Ormož. 1 stycznia 2018 liczyła 120 mieszkańców.
W tej miejscowości urodził się Stanko Vraz (1810–1851) – słoweński poeta.